# Spatha

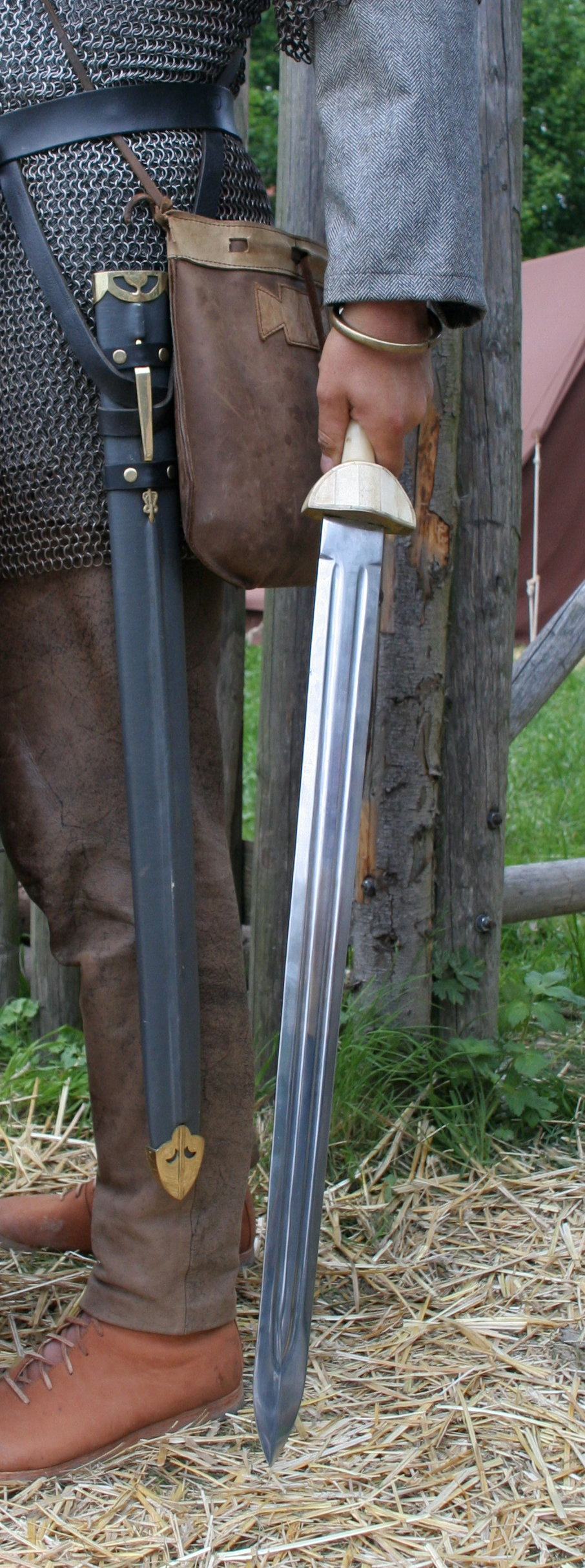
Reconstitution d'une spatha.

Spatha est le nom latin issu du grec (σπάθη / spathē) utilisé pour désigner l'épée romaine tardive, l'épée des grandes invasions et l'épée mérovingienne. Elle se caractérise par une large lame ainsi que par une garde étroite et plate. Elle était utilisée par la cavalerie romaine.

## Terminologie
Le mot latin spatha, pluriel spathae, provient du grec σπάθη / spathē, « épée à extrémité large et plate ». Le mot grec provient à l’origine du vocabulaire textile et désigne un outil plat en bois servant à resserrer la trame pendant le tissage, mais il est déjà utilisé au VIe siècle av. J.-C. par Alcée de Mytilène pour évoquer une épée. Au Ier siècle av. J.-C., Diodore de Sicile l’utilise pour parler explicitement des épées des Celtes. Le terme conserve néanmoins également son sens premier, autant en grec qu’en latin. La première apparition du mot dans cette langue se trouve chez Tacite, qui l’utilise de manière généraliste pour parler des épées. Son utilisation spécifique pour désigner l’épée des cavaliers est toutefois plus tardive et probablement pas antérieure au début du IIe siècle, le mot gladius étant employé auparavant.
Le mot latin spatha a donné naissance au mot signifiant épée dans la plupart des langues romanes : catalan espasa, espagnol espada, français épée via l’ancien français espee, italien spada ou encore roumain spadă.

## Histoire
La spatha provient directement des épées utilisées à l’âge du fer par les peuples gaulois, bien qu’il ne soit pas établi le rôle que des influences externes ont pu jouer. Les peuples germaniques et celtibériques ont ainsi pu aussi avoir influencé la forme de la spatha. Enfin, le propre gladius hispanensis des Romains a sans doute eu son importance : ce glaive de l’époque républicaine est considérablement plus long que ses successeurs impériaux et est utilisé à la fois par la cavalerie et l’infanterie. De fait, les trouvailles du Ier siècle av. J.-C. classées comme spatha sont en réalité plutôt des épées gauloises ou des gladii hispanensis. L’arrivée de la spatha dans l’armée romaine est en lien avec le recours plus fréquent à partir du Ier siècle av. J.-C. à des auxiliaires de cavalerie gaulois et germains. À cette époque et pour plus de deux siècles, ce type d’arme est d’ailleurs exclusivement utilisée par ces troupes. Ce n’est toutefois que dans la première moitié du Ier siècle que la spatha à proprement parler commence à se distinguer de ses ancêtres celtiques, ces modèles, par exemple celui visible sur la statue de guerrier de Vachères conservée au Musée lapidaire d’Avignon, étant parfois qualifiés de proto-spatha.
Les choses changent vers le milieu du IIe siècle, l’utilisation de la spatha commençant alors à se répandre également dans l’infanterie. S’il est établi que ce changement s’est fait de manière assez progressive, les raisons n’en sont pas clairement établies. Une raison possible est la recherche d’une plus grande allonge et d’une lame plus polyvalente pouvant être utilisée aussi efficacement en taille qu’en estoc. le glaive de cette époque est en effet considérablement plus court que l’ancien gladius hispanensis et avantage une escrime basée sur l’estoc plutôt que la taille.
La spatha remplace le gladius au cours du IIIe siècle, mais un nouveau type d’épée plus courte que la spatha voit le jour dans le même temps : la semispatha. L’usage de celle-ci reste toutefois assez limité et elle disparaît à la fin du IIIe siècle, ne laissant plus que la spatha comme épée de l’armée romaine.
La spatha continue d’être utilisée longtemps après la disparition de l’Empire romain d’Occident. Chez les tribus d’Europe du Nord, comme les Angles et les Saxons, elle devient l’arme privilégiée des nobles et se retrouve dans les tombes royales comme celle de Sutton Hoo. L’influence de la spatha se retrouve par ailleurs aussi dans les épées vikings jusqu’au XIe siècle. L’arme a également survécu pendant longtemps dans l’Empire byzantin et ne laisse la place aux épées à garde cruciforme qu’à la fin du XIe siècle.

## Production et entretien
Les premières épées utilisées par les auxiliaires de cavalerie au Ier siècle av. J.-C. sont des importations amenées par les soldats et varient ainsi grandement dans leurs méthodes de fabrication et leur qualité. À partir du Ier siècle, les spatha commencent toutefois à être produites dans les fabricæ, des ateliers contrôlés par l’État qui fabriquent la majeure partie de l’équipement pour l’armée romaine. Cela amène davantage d’uniformisation dans le processus de fabrication et fait que, sur le plan métallurgique, une spatha ne peut pas être distinguée d’un gladius de la même période.

## Typologie

### Description générale
La spatha se caractérise principalement par sa lame (lamina) à double tranchant (acies) et terminée par une pointe (mucro) plus ou moins acérée selon le type. La lame a presque toujours en coupe une forme en diamant ou lenticulaire, mais sa longueur et sa largeur varient selon les types, la tendance étant à une augmentation de la longueur et une diminution de la largeur sur les types les plus récents. Lorsqu’elle n’est pas utilisée, la spatha se range dans son fourreau (vagina), dont la forme diffère grandement d’un type à l’autre..

### Premiers modèles (avant leIIIesiècle)
Jusqu’au Ier siècle, les épées utilisées par les auxiliaires de cavalerie, bien que parfois classées avec les spatha, sont virtuellement indistinguables des épées gauloises. Des variations légères apparaissent dans la première moitié du Ier siècle, mais c’est surtout vers la fin de celui-ci que les différences permettent d’identifier de manière certaine une spatha. 
La première dérivation marquée des modèles celtiques apparaît ainsi dans le dernier quart du Ier siècle avec le type dit de Pompéi ou de Newstead. Cette dérivation est probablement liée à l’influence du glaive du type Pompéi, dont la lame partage certaines caractéristiques, à savoir une section en diamant ainsi que des tranchants parallèles terminés par une pointe triangulaire courte et prononcée. La lame de la spatha est en revanche plus étroite que celle du glaive.

### Évolutions ultérieures (IIIeetIVesiècles)
Le type de Pompéi s’efface progressivement au cours du IIIe siècle après avoir donné naissance à plusieurs nouveaux types qui coexistent en parallèle. Le type de Lauriacum/Hromówka apparaît à la fin du IIe siècle. Il présente une lame plus large que le type de Pompéi, qui est généralement comprise entre 50 et 67 mm. Elle tend également à être moins longue, entre 580 et 785 mm, et se termine par une pointe triangulaire courte mais aiguë et ressemble beaucoup à un glaive du type Pompéi allongé. Certaines lames de ce type ont la particularité de comporter deux gouttières parallèles sur toute la longueur de la lame.
Le type de Straubing/Nydam apparaît pratiquement en même temps que celui de Lauriacum/Hromówka, entre la fin du IIe siècle et le début du IIIe siècle. Il est toutefois très différent de celui-ci, avec une lame fine et longue.
C’est également au IIIe siècle qu’apparaît la semispatha, une épée courte qui remplace le gladius et qui a les caractéristiques d’une spatha raccourcie. La raison d’être de cette arme n’est pas claire : si certaines sont d’anciennes spatha dont la lame brisée a été retaillée, d’autres ont été directement produites sous cette forme ; cela ne permet pas de savoir si la semispatha est un expédient temporaire lié au manque de ressources ou si elle répond à une vraie demande pour une épée courte. La semispatha n’est utilisée que pendant une période assez brève et disparaît à la fin du IIIe siècle.